# Classilla

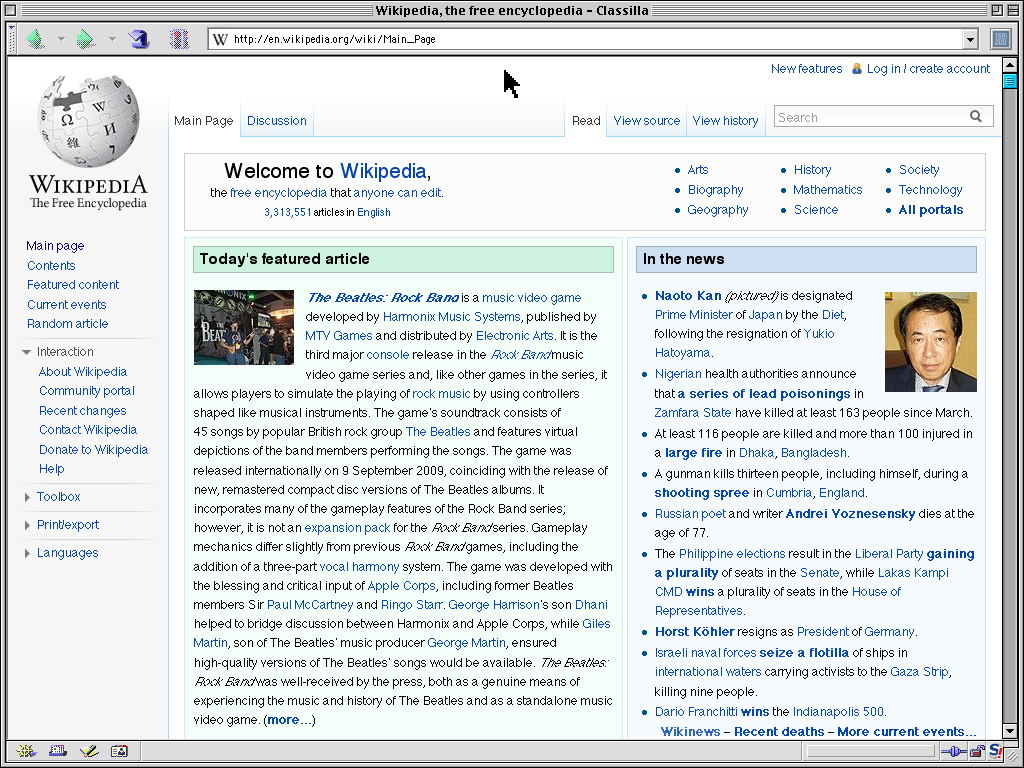
Page d'accueil de Wikipédia en anglais avec le navigateur Classilla sous Mac OS 9 (4 juin 2010).

Classilla est un navigateur Web basé sur Gecko pour PowerMac, essentiellement un descendant de la suite Mozilla par le biais du port Mac OS, maintenant abandonnée, maintenu dans le projet WaMCom. Son nom est un mot-valise de « Classic » (le nom de l'environnement d'exécution des applications Mac OS classique), et de « Mozilla ».